# FFH (Band)
FFH (Far From Home) ist eine christliche Band aus Lancaster, Pennsylvania in den USA.

## Hintergrund
Die Gruppe formierte sich 1991 als A-cappella-Band mit dem ursprünglichen Namen Four For Harmony. Vor der Aufnahme ihres ersten Studioalbums I Want to Be Like You bei Essential Records änderte FFH 1998 seinen Namen in Far From Home. Ihre Musik wird in Deutschland durch Gerth Medien verlegt.

## Bandmitglieder
- Jennifer Deibler – Gitarre
- Jeromy Deibler – Klavier
- Michael Boggs – Gitarre (bis 2007)
- Brian Smith – Bass (bis 2007)

## Diskografie

### Studioalben
| Jahr | Titel                  | Höchstplatzierung, Gesamtwochen, AuszeichnungChartplatzierungen (Jahr, Titel, Platzierungen, Wochen, Auszeichnungen, Anmerkungen) | Höchstplatzierung, Gesamtwochen, AuszeichnungChartplatzierungen (Jahr, Titel, Platzierungen, Wochen, Auszeichnungen, Anmerkungen) | Anmerkungen |
| Jahr | Titel                  | US | Christ | Anmerkungen |
| ---- | ---------------------- | --- | --- | ----------- |
| 1998 | I Want to Be Like You  | US64 (1 Wo.)US | Christ7 (44 Wo.)Christ |             |
| 2000 | Found a Place          | US154 (2 Wo.)US | Christ3 (30 Wo.)Christ |             |
| 2001 | Have I Ever Told You   | US119 (9 Wo.)US | Christ2 (27 Wo.)Christ |             |
| 2003 | Ready to Fly           | US89 (5 Wo.)US | Christ5 (23 Wo.)Christ |             |
| 2004 | Still the Cross        | — | Christ10 (8 Wo.)Christ |             |
| 2005 | Voice from Home        | — | Christ43 (4 Wo.)Christ |             |
| 2007 | Worship in the Waiting | — | — |             |
| 2009 | Wide Open Spaces       | — | — |             |
| 2010 | Undone                 | — | — |             |
| 2012 | The Way We Worship     | — | — |             |

### Kompilationen
- 2007: Far from Home: The Best of FFH

### Weihnachtsalben
- 2011: One Silent Night: An FFH Christmas

### Singles
| Jahr | Titel Album                  | Höchstplatzierung, Gesamtwochen, AuszeichnungChartsChartplatzierungen (Jahr, Titel, Album, Platzierungen, Wochen, Auszeichnungen, Anmerkungen) | Anmerkungen |
| Jahr | Titel Album                  | Christ | Anmerkungen |
| ---- | ---------------------------- | --- | ----------- |
| 2003 | You Found Me Ready to Fly    | Christ5 (26 Wo.)Christ |             |
| 2003 | Ready to Fly                 | Christ8 (26 Wo.)Christ |             |
| 2004 | Good to Be Free Ready to Fly | Christ19 (19 Wo.)Christ |             |
| 2004 | Still the Cross              | Christ20 (26 Wo.)Christ |             |
| 2010 | Undone                       | Christ18 (20 Wo.)Christ |             |
| 2013 | As For Me The Way We Worship | Christ48 (1 Wo.)Christ |             |